# Piptanthus
Piptanthus es un género de plantas con flores con diez especies perteneciente a la familia Fabaceae.

## Especies
- Piptanthus bicolor
- Piptanthus bombycinus
- Piptanthus concolor
- Piptanthus forrestii
- Piptanthus laburnifolius
- Piptanthus leiocarpus
- Piptanthus mongolicus
- Piptanthus nanus
- Piptanthus nepalensis
- Piptanthus tomentosus